# Daisy (Arkansas)
Daisy – miasto w Stanach Zjednoczonych, w stanie Arkansas, w hrabstwie Pike.